# فطين ملا
فطين ملا (15 يونيو 1960-) سياسي درزي إسرائيلي. يشغل حاليًا منصب عضو الكنيست عن حزب الليكود ونائب وزير في مكتب رئيس الوزراء .

## السيرة الشخصية
ولد ملا في قرية يركا وتلقى تعليمه في القرية. التحق إلى الجيش الإسرائيلي بموجب قانون الخدمة الإلزامية للدروز، حيث خدم في كتيبة السيف. تعرض لإصابة أدت إلى الاعتراف به كمعاق خدمة عسكرية. بعد الانتهاء من خدمته الإلزامية، بقي في الجيش حتى ترقى إلى رتبة مقدم في القيادة الشمالية .
في أوائل الثمانينيات درس في جامعة حيفا وحصل على درجة البكالوريوس في الدراسات العامة. في عام 1983 التحق بالبنك العربي الإسرائيلي وعمل كصراف. في عام 1987 انضم إلى مؤسسة التأمين الوطني، حيث كان يدير أنظمة الجباية في المغار وطبريا. في عام 1996 تمت ترقيته ليصبح مديرًا لفرع يركا، وهو المنصب الذي شغله حتى عام 2019. بين عامي 2009 و 2011 درس في كلية الدراسات الأكاديمية للإدارة وحصل على درجة البكالوريوس في إدارة الأعمال والإدارة العامة.
ترشح ملا في قائمة الليكود في انتخابات الكنيست لعام 2015 عن مقعد الأقليات، لكنه خسر أمام أيوب قرا. قبل انتخابات أبريل 2019، حصل على المركز الحادي والثلاثين على قائمة الليكود، وهو مقعد مخصص للأعضاء غير اليهود،  مما أدخله إلى الكنيست عندما حصل الحزب على 35 مقعدًا. إلا أنه فقد مقعده في الانتخابات المبكرة التي جرت في سبتمبر من نفس العام حيث انخفض عدد مقاعد الليكود إلى 31. عاد مجددا إلى الكنيست بعد انتخابات آذار 2020، وعين نائبا للوزير في مكتب رئيس الوزراء في أيار 2020.-
فطيم ملا متزوج، واسم زوجته رائدة ويقيم في يركا. للزوجين ابنة اسمها جمانة.

## روابط خارجية
- فطين ملا على الموقع الإلكتروني للكنيست
- تابعوا فطين ملا على تلغرام